# NGC 7729
NGC 7729 é uma galáxia espiral barrada (SBa) localizada na direcção da constelação de Pegasus. Possui uma declinação de +29° 11' 17" e uma ascensão recta de 23 horas, 40 minutos e 33,6 segundos.
A galáxia NGC 7729 foi descoberta em 5 de Outubro de 1883 por Édouard Jean-Marie Stephan.